# Phyllanthus leptophyllus
Phyllanthus leptophyllus är en emblikaväxtart som beskrevs av Johannes Müller Argoviensis. Phyllanthus leptophyllus ingår i släktet Phyllanthus och familjen emblikaväxter. Inga underarter finns listade i Catalogue of Life.